# Macrobiotus topali
Macrobiotus topali är en djurart som tillhör fylumet trögkrypare, och som beskrevs av Iharos 1969. Macrobiotus topali ingår i släktet Macrobiotus och familjen Macrobiotidae. Inga underarter finns listade i Catalogue of Life.